# 데이빗 코퍼필드 (1935년 영화)
《데이빗 코퍼필드》(David Copperfield)는 미국에서 제작된 조지 큐커 감독의 1935년 모험, 드라마, 멜로/로맨스 영화이다. 찰스 디킨스의 동명의 소설을 바탕으로 제작되었다. 에드나 메이 올리버 등이 주연으로 출연하였고 데이빗 O. 셀즈닉 등이 제작에 참여하였다.
아카데미 작품상, 아카데미 편집상, 아카데미 조감독상에 지명되었다.

## 출연

### 주연
- 에드나 메이 올리버
- 엘리자베스 앨런
- 제시 랠프
- 해리 베리스포드

### 조연
- 프레디 바소로미우
- 배질 라스본
- 허버트 문딘
- 우나 오코너
- 라이오넬 베리모어
- 바이얼릿 켐블 쿠퍼
- 엘자 란체스터
- 진 카델
- W.C. 필즈
- 레녹스 포울
- 로랜드 영
- 루이스 스톤
- 마릴린 놀든
- 프랭크 로턴
- 마지 에반스
- 휴 윌리엄스
- 모린 오설리반
- 플로린 맥키니
- 이반 F. 심슨
- 마벨 콜코드
- 마리온 밸로우
- 아서 트레처

## 기타
- 원작자: 찰스 디킨스
- 협력프로듀서: 메릴 파이
- 조감독: 조셉 M. 뉴맨
- 미술: 세드릭 기븐스
- 의상: 돌리 트리